# Гунда Петро Семенович
Гунда Петро Семенович (псевдо: «Лис» («Лис 1»); 1920, с. Зелена, тепер Пасічнянська сільська громада, Івано-Франківська область — 2 червня 1951, біля с. Максимець, тепер Пасічнянська сільська громада, Івано-Франківська область) — лицар Бронзового хреста бойової заслуги УПА.

## Життєпис
Вояк ВПЖ сотні УПА «Звірі» куреня «Смертоносці» ТВ 22 «Чорний Ліс» (1944—1947). Після розформування сотні переведений у теренову сітку ОУН. Стрілець боївки СБ Надвірнянського надрайонного проводу ОУН (1947—1949), зв'язковий Станиславівського окружного проводу ОУН (1949—1951), охоронець командира ВО-4 «Говерла» Миколи Твердохліба — «Грома» (1951).
Загинув під час перестрілки, натрапивши на засідку оперативно-військової групи УМДБ Станіславської обл. під керівництвом майора Аральського.
Старший стрілець (?), вістун (5.10.1944), старший вістун (15.12.1946) УПА.

## Нагороди
- Відзначений Бронзовим хрестом бойової заслуги (14.10.1946).